# Giovanni Maria Rubinelli
Giovanni Maria Rubinelli (né à Salò en 1753 et mort à Brescia en 1829) est un castrat chanteur d'opéra italien.

## Biographie
Membre de la chapelle ducale de Wurtemberg à Stuttgart, Giovanni Maria Rubinelli débute sur scène à l’âge de 13 ans dans Calliroe de Antonio Sacchini et il connaît un grand succès. 
Il participe en 1778 à l’inauguration de la Scala de Milan aux côtés de Pacchiarotti dans Europa riconosciuta de Salieri et Troia distrutta de Mortellani. Il est à Londres en 1786 et se produit dans Jules César de Haendel aux côtés de La Mara.
Rubinelli est un des castrats typiques de la dernière génération pour laquelle la virtuosité vocale pure est moins importante que l'intelligence du texte et la qualité de l'expression.
Il prend sa retraite en 1800.